# Kaveh Akbar
Kaveh Akbar (en persa: کاوه اکبر), (Teherán, 15 de enero de 1989) es un poeta, novelista y editor iraní-estadounidense.  Es autor de los poemarios Calling a Wolf a Wolf y Pilgrim Bell y de la novela ¡Mártir!, un bestseller del New York Times,  finalista del Premio Nacional del Libro, y uno de los libros favoritos del año de Barack Obama.

## Biografía
Akbar nació en Teherán, Irán, en 1989. Su familia emigró a los Estados Unidos cuando él tenía dos años, y creció en varios estados, incluidos Nueva Jersey, Pensilvania, Wisconsin e Indiana. Akbar recibió su licenciatura en Purdue, su maestría en Bellas Artes en la Universidad Butler, y su doctorado en escritura creativa en la Universidad Estatal de Florida.
Es director del programa de escritura creativa en la Universidad de Iowa. Es el fundador de Divedapper y editor de poesía de The Nation. En 2018, NPR lo llamó "el mayor animador de la poesía". En 2024, recibió una beca Guggenheim y la revista Time lo incluyó en su lista TIME100 Next.

## Obra

### Ficción
- ¡Mártir!, 2024

### Poesía
- Portrait of the Alcoholic. Sibling Rivalry Press. 2017. ISBN 978-1943977277.
- Calling a Wolf a Wolf. Alice James Books. 2017. ISBN 978-1938584671.
- Pilgrim Bell. Graywolf Press. 2021. ISBN 978-1-64445-059-8.

## Premios y honores
- 2016: Beca de poesía Ruth Lilly y Dorothy Sargent Rosenberg
- 2016: Premio Lucille Medwick Memorial de la Sociedad de Poesía de América
- 2017: Premio Pushcart
- 2017: Las mejores lecturas de NPR
- 2017: Premio Julie Suk
- 2018: Premio Pushcart
- 2018: Primer Premio Horizonte
- 2018: preseleccionado para el premio Felix Dennis de los Forward Prizes a la mejor primera colección
- 2018: Premio de lectura Levis de la Universidad Commonwealth de Virginia
- 2019: Premio al Primer Libro John C. Zacharis
- 2021: Selección del Libro del Año por NPR, Time y The Guardian
- 2022: Preseleccionado para el Premio Forward a la Mejor Colección
- 2024: Beca Guggenheim
- 2024: Finalista del premio Waterstones de ficción debut
- 2025: Preseleccionado para el Premio Literario Internacional de Dublín